# Daisy Goodwin
Daisy Georgia Goodwin (St Pancras, 19 de diciembre de 1961) es una escritora y productora de televisión británica. Ha publicado varias novelas y ocho antologías de poesía.

## Primeros años
Es la hija del productor de cine, Richard B. Goodwin. y la decoradora de interiores Jocasta Innes. Su medio-hermano es el escritor Jason Goodwin, a quien su padre adoptó. Su tatarabuelo fue Robert Traill, cuyo personaje incluyó en un episodio de la segunda temporada de la serie de televisión que dirige, "Victoria", que se dirigió a la Gran Hambruna irlandesa. Traill fue interpretado por Martin Compston.

## Carrera
Después de asistir a Queen's College y Westminster School, Goodwin estudió historia en Trinity College y asistió a Columbia Film School antes de unirse a la BBC como productora de artes en prácticas en 1985. En 1998, se trasladó a Talkback Productions como jefa de programas, y en 2005, fundó Silver River Productions. Su primera novela, My Last Duchess, se publicó en el Reino Unido en agosto de 2010. y, bajo el título The American Heiress, en Estados Unidos y Canadá en junio de 2011.   También ha publicado ocho antologías de poesía y una memoria titulada Silver River, y fue presidenta del jurado del Premio Orange 2010 para la ficción de mujeres.  Ha presentado programas de televisión que incluyen Essential Poems (To Fall In Love With) (2003), I Married Him (2006). Es autora de la novela de 2016, Victoria, además es la guionista de la serie de televisión basada en la misma.
En noviembre de 2017, Goodwin afirmó que en una visita profesional a 10 Downing Street había sido tocada indecentemente por un funcionario, pero no se había quejado en ese momento.

## Vida personal
Goodwin está casado con Marcus Wilford, un ejecutivo de ABC TV; Tienen dos hijas, Lydia y Ottilie. Apareció en el documental de televisión de la BBC, Public School sobre Westminster, dirigida por Jonathan Gili. En 2012, apareció en un episodio especial de Children in Need de "Only Connect" junto a Charlie Higson y Matthew Parris.

## Créditos de producción

### BBC
- The Bookworm (1994)
- Looking Good (1997)
- Homefront

### Talkback Thames
Entre 1998 y 2005, Goodwin trabajó como productora en los siguientes programasː 
- How Clean Is Your House? (Channel 4)
- Jamie's Kitchen (Channel 4)
- Would Like To Meet (BBC2)
- House Doctor (Channel 5)
- Grand Designs (Channel 4)
- Other People's Houses (BBC2)
- Your Money or Your Life (BBC2)
- Property Ladder (BBC2)
- Life Doctor (Channel 5)
- Life Laundry (BBC2)
- Fame, Set and Match (BBC2)
- Escape to the Country (BBC2)
- She's Gotta Have It (Channel 4)
- Don't Look Down (BBC2)
- Lipstick Years (BBC2)

### Silver River Production
- Pulling (2006)
- Bringing Up Baby (2007)
- I'm Running Sainsbury's (2009)
- The Supersizers... (2008-2009)
- Off By Heart (2009)
- Grow Your Own Drugs (2009)
- Kevin's Grand Tour (2009)
- If Walls Could Talk: The History of the Home (2011)

### ITV
- Victoria (2016-)

## Créditos de actuación
- Victoria (2016-), un cameo como Lady Cecilia Underwood, duquesa de Inverness , episodio 6 "The Queen's Husband".

## Publicaciones

### Prosa
- The Fortune Hunter (2014)
- My Last Duchess (2010), publicado en Estados Unidos y Canadá como The American Heiress (2011)
- Off by Heart (2009)
- Silver River (2007)
- Bringing Up Baby: The New Mother's Companion (2007)
- The Nation's Favourite: Love Poems (1997)
- Victoria (2016)
- Victoria and Albert: A Royal Love Affair (2017)

### Antologías de poesía
- Essential Poems for the Way We Live Now (2005)
- Essential Poems for Children: First Aid for Frantic Parents (2005)
- Poems to Last a Lifetime (2004)
- Essential Poems to Fall in Love With (2003)
- 101 Poems That Could Save Your Life  (2003)
- 101 Poems to Get You Through the Day and Night: A Survival Kit for Modern Life (2003)
- 101 Poems to Keep You Sane: Emergency Rations for the Seriously Stressed (2003)
- 101 Poems To Help You Understand Men (and Women) (2003)

## Caridad

### Action for Children
- Presidenta de Women Taking Action, Action for Children (anteriormente Casa Nacional de los Niños).[13]

### Maggie's
- 100 Poems to see You Throug (2014).  Una antología especial de poemas con todos los ingresos que van a los Centros de Maggie .[14]

## Premio de la Mujer a la ficción
- Presidenta del Premio de Ficción para Mujeres (2010), luego conocido por el nombre del patrocinador como Premio de Ficción de Orange.[15]